# فليبانسرين
الفليبانسرين (بالإنجليزية: Flibanserin)‏ هو دواء، من إنتاج شركة بوهرينغز أنغلهايم ويحمل الاسمان التجاريان Ectris وGirosa، وهو تحت البحث الآن لكونه عقار لعلاج النساء الذين يعانون من البرود الجنسي مع العلم بأنه يستخدم أساسا كمضاد للاكتئاب. وكما هو الحال مع الفياغرا، فقد اكتشف تأثير العقار مصادفة وهو تحت التجارب لعلاج الاكتئاب. ولا يساعد هذا الدواء على تدفق الدم للأعضاء التناسليه كما عند الرجال، بل من خلال تأثيره على الحالة النفسية للمريض وخاصة عند النساء.

## الاستخدامات الطبية
يُستخدم فليبانسيرين لعلاج اضطراب الرغبة الجنسية لدى النساء. أظهرت النساء المعالجات به زيادةً بمقدار 0.5 في عدد الوقائع الجنسية المرضية مقارنةً بمن تستخدمن الدواء الموهم. ارتفع عدد الوقائع الجنسية المرضية من 2.8 إلى 4.5 شهريًا عند مستخدمات فليباسيرين بينما ارتفع من 2.7 إلى 3.7 شهريًا عند مستخدمات الدواء الموهم. يظهر تأثير الدواء بعد أربعة أسابيع من الإعطاء ويستمر طوال فترة العلاج.
قُيم تأثير الفليباسيرين في ثلاث تجارب من المرحلة السريرية الثالثة، كل منها لها نقطتا نهاية أساسيتان مشتركتان إحداهما للوقائع الجنسية المرضية والأخرى للرغبة الجنسية. امتلكت التجارب الثلاث نقطة نهاية سريرية ثانوية تقيس الكرب المرتبط بالرغبة الجنسية. أظهرت جميع التجارب أن الفليباسيرين يزيد عدد الوقائع الجنسية المرضية ويخفف الكرب المرافق للرغبة الجنسية. استخدمت أول تجربتين مذكرةً إلكترونية لقياس الرغبة الجنسية دون أن تجدا أي زيادة ملحوظة. قاست هاتان التجربتان أيضًا الرغبة الجنسية باستخدام مؤشر الوظيفة الجنسية الأنثوية باعتبارها نقطة نهاية ثانوية، وأظهرتا زيادةً فيها عند استخدام أسلوب القياس الأخير. استخدم المؤشر السابق كنقطة نهاية أساسية مشتركة للرغبة الجنسية في التجربة الثالثة، وأظهر زيادةً مهمةً إحصائيًا أيضًا. كان شعور النساء بالتحسن صغيرًا أو معدومًا، وجودة الدليل الكلية منخفضة.

## التأثيرات الجانبية
يزداد انتشار التأثيرات الضارة بين النساء المعالجات بالفليباسيرين، وأغلبها يتراوح بين الخفيف والمتوسط. تشمل أشيع هذه التأثيرات الدوخة والغثيان والتعب والنعاس واضطراب النوم. قد يسبب شرب الكحول المرافق للعلاج انخفاض ضغط الدم (يحدث انخفاض ضغط الدم العرضي بعد كأسين من النبيذ في 17% من الحالات).

## آلية التأثير

### توصيف الفعالية
يؤدي فليباسيرين دور ناهض كامل في القشرة المخية الجبهية والرفاء الظهري، ودور ناهض جزئي للمستقبل 5-إتش تي 1 إيه (مستقبل السيروتونين) في المنطقة سي إيه 3 في قرن آمون (ثابت التوازن = 1 نانو مولار في خلايا بويضة الهامستر الصيني، وفقط 15-50 نانومولارًا في القشرة وقرن آمون والرفاء الظهري)، ورغم ألفته الضعيفة، يناهض فليبانسيرين مستقبلات 5 إتش تي 2 إيه (ثابت التوازن = 49 نانومولارًا)، ويثبط مستقبلات دي 4 أو يحرضها بمقدار بسيط (ثابت التوازن = 4-24 نانومولارًا). يشغل فليباسيرين مستقبلات 5-إتش تي 1 إيه و 5-إتش تي 2 إيه في الكائنات الحية بنسب مئوية متقاربة رغم ألفته الأكبر لمستقبلات 5-إتش تي 1 إيه ولأسباب مجهولة (رغم أن ذلك قد يحدث نتيجة التنافس مع السيروتونين داخلي المنشأ). يملك فليباسيرين أيضًا ألفةً منخفضةً لمستقبل 5-إتش تي 2 بي (ثابت التوازن = 89.3 ناونومولارًا) ومستقبل 5-إتش تي 2 سي (ثابت التوازن = 88.3 نانومولارًا) ويملك تأثيرًا مثبطًا لكليهما.
يميل فليباسيرين لتنشيط مستقبلات 5-إتش تي 1 إيه في قشرة الفص الجبهي مبديًا انتقائيةً ناحيةً، ووجد أنه يزيد مستويات الدوبامين والنورإبينفرين وينقص السيروتونين في القشرة الجبهية عند الجرذان، وهي تأثيرات تتواسط عبر تنشيط مستقبلات 5-إتش تي 1 إيه. بالتالي يُعد فليباسيرين مزيلًأ لتثبيط نورإبينفرين-دوبامين (إن دي دي آي).

## التجاريب السريرية
أثبتت التجارب زيادة الرغبة الجنسية عند النساء المنتظمات على الدواء.

## موافقة هيئة الغذاء والدواء الأمريكية
في 18 يونيو، 2010، صووت لجان في اهيئة بعدم الموافقة على الدواء.

## السحب من الأسواق
فشل الفليبانسرين في علاج الاكتئاب في البداية، ولكن آثاره الجانبية نتج عنها تعزيز الغريزة الجنسية عند بعض النساء. و في 08 أكتوبر 2010، قد قررت الشركة المنتجة وقف تطوير الدواء بناء على توصية هيئة الغذاء والدواء الأمريكية.

## وصلات خارجية
- Viagra for women?.
- Region-dependent effects of flibanserin and buspirone on adenylyl cyclase activity in the human brain
- Flibanserin has anxiolytic effects without locomotor side effects in the infant rat ultrasonic vocalization model of anxiety
- Effect of flibanserin (BIMT 17), fluoxetine, 8-OH-DPAT and buspirone on serotonin synthesis in rat brain